# Gideonkerk
De Gideonkerk is een kerkgebouw in Sint Annaparochie in de Nederlandse provincie Friesland.
In Sint Annaparochie functioneerde een afgescheiden gemeente als Gereformeerde Kerk A aan het Oosteinde (tegenwoordig Van Harenstraat) naast een dolerende Gereformeerde kerk B aan het Noordeinde (tegenwoordig Stadhoudersweg). Na voortslepende fusiebesprekingen besloot men tot nieuwbouw.
De gereformeerde kruiskerk en de naastgelegen pastorie zijn gebouwd in 1926 naar ontwerp van architect Ane Nauta. Het orgel uit 1906 is gemaakt door Bakker & Timmenga.
De kerk kreeg later de naam Gideonkerk ter herinnering aan dominee Gideon Boekenoogen (1858-1937). Hij was dominee in Sint Annaparochie van 1898 tot 1928. De PKN-kerk behoort tot de Protestante Gemeente St.-Annaparochie.

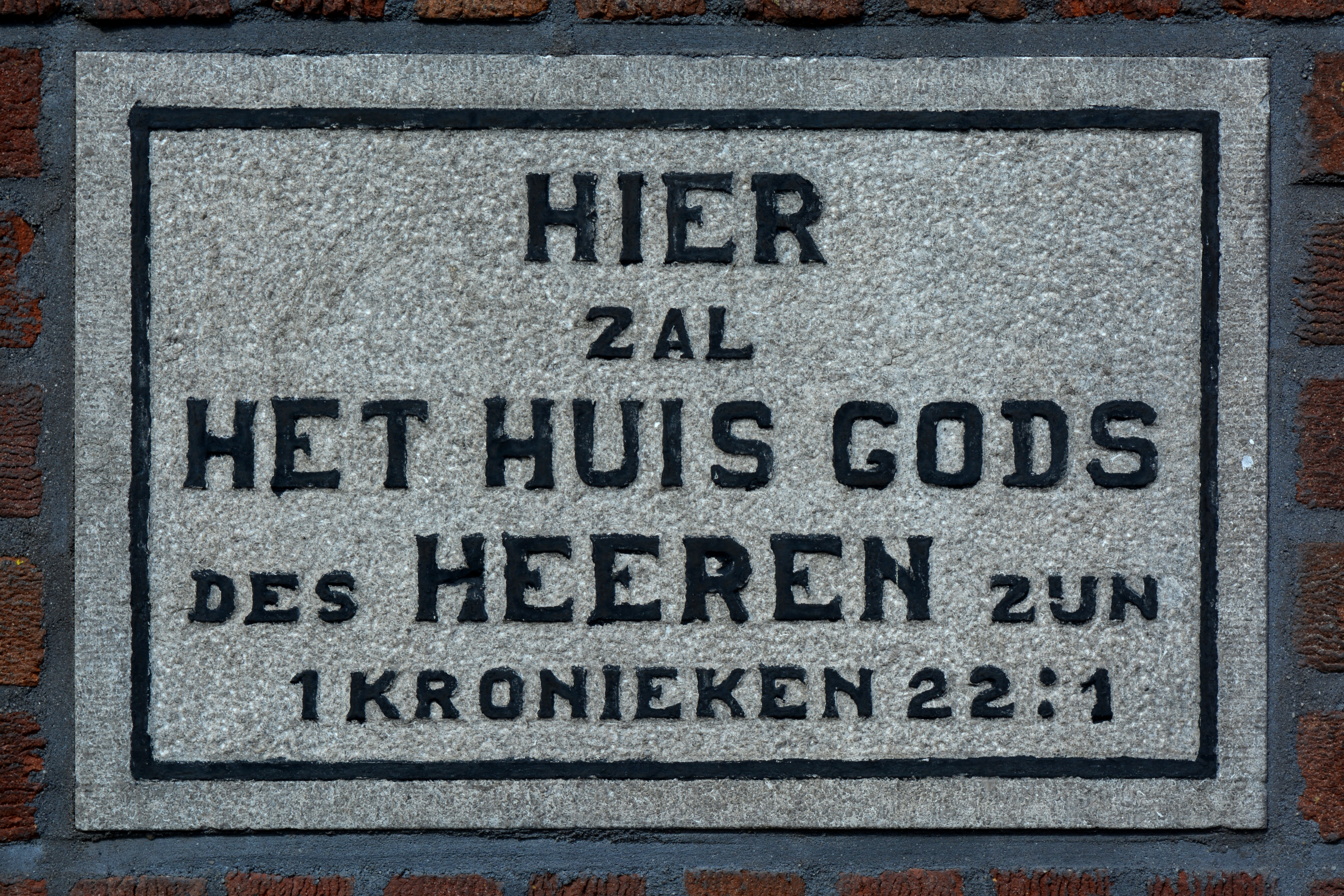
Gevelsteen 1 Kronieken 22:1